# La Ilustración de Álava
La Ilustración de Álava fue una revista editada en la ciudad española de Vitoria entre 1886 y 1890, durante el periodo conocido como Restauración.

## Historia
Subtitulada «ciencias, letras, artes» y editada en Vitoria, empezó a publicarse el 15 de abril de 1886. Dirigida por Fermín Herrán y relacionada con la Revista de Asturias, contaría con colaboraciones de autores como Camilo de Villavaso, Vicente de Arana o Ricardo Becerro de Bengoa. En el aspecto gráfico colaboró el pintor Ignacio Díaz Olano, como ilustrador y director artístico. La revista, que contaba con un suplemento específico para cada provincia vasca, en forma de pliego, cesó su publicación en 1890.